# Christopher Wood
Christopher Hovelle Wood (Lambeth, 5 november 1935 – Londen, 9 mei 2015) was een Brits scenarioschrijver.

## Biografie
Wood studeerde in 1960 af aan de Universiteit van Cambridge. Hij publiceerde zijn eerste boek in 1969. In de jaren 70 schreef hij onder de naam Timothy Lea erotische komedies in de Confessions-serie. Deze boeken werden verfilmd onder de namen Confessions of a Window Cleaner (1974), Confessions of a Pop Performer (1975), Confessions of a Driving Instructor (1976) en Confessions from a Holiday Camp (1977).
In 1976 schreef hij het drama Seven Nights in Japan dat verfilmd werd met Michael York in de hoofdrol. In 1977 en 1979 bewerkte hij de boeken van Ian Fleming voor de James Bond-films The Spy Who Loved Me en Moonraker. 
Wood bleef schrijven tot aan zijn dood in 2015 op 79-jarige leeftijd.
- Biblioteca Nacional de España: XX871568
- Bibliothèque nationale de France: cb11929382f (data)
- CiNii: DA05967564
- Gemeinsame Normdatei: 136395449
- International Standard Name Identifier: 0000 0001 0788 0854
- Library of Congress Control Number: n77005135
- Bibliotheek van het Japanse parlement: 00461373
- Nationale Bibliotheek van Tsjechië: xx0202311
- Nationale bibliotheek van Australië: 35778796
- Nationale Bibliotheek van Israël: 987007436023205171
- Nederlandse Thesaurus van Auteursnamen: 071690875
- Réseau des bibliothèques de Suisse occidentale: 02-A012449984
- Istituto Centrale per il Catalogo Unico: UBOV495523
- LIBRIS: 326850
- SNAC: w69340m7
- Système universitaire de documentation: 08669989X
- Virtual International Authority File: 112125339
- WorldCat: E39PBJfcTk4FfvDXRcPXgmc3wC